# Anna Asti. Путь Феникса
«Anna Asti. Путь Феникса» — российский документальный фильм 2023 года о певице Анне Асти, снятый режиссёром Азатом Григоряном. Фильм рассказывает о творческом процессе подготовки шоу певицы, её команде и непубличной жизни. В фильме, помимо прочих, приняли участие её муж и генеральный менеджер Станислав Юркин, автор её песен Димитрий Лорен и друг певицы Филипп Киркоров.
Фильм был снят при поддержке компании «МТС Медиа» и выпущен впервые 20 октября 2023 года на стриминговом сервисе Kion в дату первого из трёх московских концертов певицы, организованных МТС Live.
5 января 2024 года должна была состояться премьера фильма-концерта «Шоу Феникс», однако релиз был отложен на неопределённый срок из-за участия певицы в «голой вечеринке».

## В фильме снимались
- Анна Асти
- Филипп Киркоров
- Дмитрий Лорен
- Олег Сашко
- Станислав Юркин

## Отзывы критиков
Игорь Гаврилов из газеты «Коммерсантъ» отметил, что история Анны Асти была лакомым куском для документалистов, однако в фильме она так и не была рассказана. Он раскритиковал отсутствие подробностей о прошлом певицы, включая семью и детство, дальнейшее сотрудничество с Артёмом Умрихиным в группе Artik & Asti, отношение певицы к ситуации в родной стране, отсутствие её реакции на какую-либо критику в свой адрес, а также причины, по которым артистка называет свой путь путём Феникса. Алексей Мажаев в рецензии для InterMedia заявил, что в целом это качественная документалка, но также написал, что она полностью игнорирует ранние годы Анны Дзюбы и её участие в проекте Artil & Asti, однако подробно знакомит зрителя с командой Asti и её творчеством. В итоге он поставил фильму семь баллов из десяти.